# Roland Green (kolarz)
Roland Green (ur. 29 lipca 1974) – kanadyjski kolarz górski, siedmiokrotny medalista mistrzostw świata oraz zdobywca Pucharu Świata w kolarstwie górskim.

## Kariera
W 2000 roku wystartował na igrzyskach olimpijskich w Sydney, gdzie zajął 14. miejsce w cross country. Był to pierwszy i zarazem ostatni start olimpijski Greena.
Pierwszy medal na międzynarodowej imprezie wywalczył w 1999 roku podczas mistrzostw świata w Åre, gdzie zdobył brązowy medal w sztafecie. Rok później, na mistrzostwach w Sierra Nevada zdobył indywidualnie srebrny medal, ulegając jedynie Francuzowi Miguelowi Martinezowi. Największe sukcesy osiągnął jednak na mistrzostwach świata w Vail w 2001 roku oraz na mistrzostwach w Kaprun w 2002 roku kiedy to zdobywał złote medale zarówno w cross-country jak i w sztafecie. Swój ostatni medal mistrzostw świata zdobył w 2003 roku, na mistrzostwach w Lugano zajmując trzecie miejsce w sztafecie.
Green triumfował w klasyfikacji cross country Pucharu Świata w kolarstwie górskim w sezonie 2001. W tym samym sezonie zajął także drugie miejsce w klasyfikacji cross country time trial. Jest także wicemistrzem Kanady w kolarstwie górskim z 2005 roku oraz brązowym medalistą kraju w kolarstwie szosowym z 2001 roku.